# Grand Prix Mexico 2018
European Grand Prix 2018 (được biết đến với cái tên Formula 1 Gran Premio de México 2018) là một cuộc đua Công thức 1 được lên kế hoạch tổ chức vào ngày 28 tháng 10 năm 2018 tại Trường đua Anh em Rodríguez ở Thành phố México. Cuộc đua là vòng thứ mười chín của Giải vô địch thế giới công thức một năm 2018 và đánh dấu sự kiện lần thứ 20 của Grand Prix Mexico, và lần thứ mười chín cuộc đua đã được tổ chức như một sự kiện vô địch thế giới kể từ mùa khai mạc năm 1950.
Lái xe của Mercedes Lewis Hamilton đã bước vào vòng với một dẫn 70 điểm so với Sebastian Vettel của Ferrari trong giải vô địch thế giới. Đồng đội của Vettel, Kimi Räikkönen, đứng thứ ba, sau 55 điểm. Trong giải vô địch thế giới của các nhà xây dựng, Mercedes đã dẫn trước 66 điểm so với Ferrari, với Red Bull Racing thêm 160 điểm sau vị trí thứ ba.